# Emeka Okafor
Chukwuemeka Ndubuisi "Emeka" Okafor, född 28 september 1982 i Houston, Texas, är en amerikansk idrottare som tog brons i OS 2004 i basket i Aten. Okafor har spelat i New Orleans Hornets och har studerat vid University of Connecticut.

## Lag
- Charlotte Bobcats (2004–2009)
- New Orleans Hornets (2009–2012)
- Washington Wizards (2012–2013)